# Campionato europeo di baseball 1995
Il campionato europeo di baseball 1995 è stato la ventiquattresima edizione del campionato continentale. Si svolse ad Haarlem, nei Paesi Bassi, dal 7 al 18 luglio, e fu vinto dai Paesi Bassi, alla loro quindicesima affermazione in ambito europeo.

## Squadre partecipanti
- Belgio
- Francia
- Germania
- Italia
- Paesi Bassi

- Russia
- Slovenia
- Spagna
- Svezia
- Ucraina

## Risultati

### Gruppo A
|    | Team        | V - P | Pf - Ps | %     |
| -- | ----------- | ----- | ------- | ----- |
| 1. | Paesi Bassi | 4 - 0 | 59 - 14 | 1.000 |
| 2. | Spagna      | 3 - 1 | 26 – 27 | 0.750 |
| 3. | Francia     | 2 - 2 | 42 - 27 | 0.500 |
| 4. | Russia      | 1 - 3 | 19 – 37 | 0.250 |
| 5. | Ucraina     | 0 - 4 | 8 – 49  | 0.000 |

| Haarlem 1995 | Spagna | 3 – 23 | Paesi Bassi |  |

| Haarlem 1995 | Spagna | 4 – 0 | Francia |  |

| Haarlem 1995 | Spagna | 8 – 2 | Russia |  |

| Haarlem 1995 | Francia | 8 – 15 | Paesi Bassi |  |

| Haarlem 1995 | Paesi Bassi | 10 – 0 | Ucraina |  |

| Haarlem 1995 | Paesi Bassi | 11 – 3 | Russia |  |

| Haarlem 1995 | Russia | 11 – 1 | Ucraina |  |

| Haarlem 1995 | Spagna | 11 – 2 | Ucraina |  |

| Haarlem 1995 | Francia | 17 – 5 | Ucraina |  |

| Haarlem 1995 | Francia | 17 – 3 | Russia |  |

### Gruppo B
|    | Team     | V - P | Pf - Ps | %     |
| -- | -------- | ----- | ------- | ----- |
| 1. | Italia   | 4 - 0 | 49 - 5  | 1.000 |
| 2. | Belgio   | 3 - 1 | 37 – 17 | 0.750 |
| 3. | Germania | 2 - 2 | 35 – 34 | 0.500 |
| 4. | Svezia   | 1 - 3 | 25 – 39 | 0.250 |
| 5. | Slovenia | 0 - 4 | 5 - 56  | 0.000 |

| Haarlem 1995 | Slovenia | 0 – 14 | Svezia |  |

| Haarlem 1995 | Germania | 1 – 15 | Italia |  |

| Haarlem 1995 | Belgio | 3 – 6 | Italia |  |

| Haarlem 1995 | Belgio | 7 – 4 | Slovenia |  |

| Haarlem 1995 | Italia | 11 – 0 | Svezia |  |

| Haarlem 1995 | Belgio | 12 – 3 | Germania |  |

| Haarlem 1995 | Germania | 13 – 7 | Svezia |  |

| Haarlem 1995 | Belgio | 15 – 4 | Svezia |  |

| Haarlem 1995 | Italia | 17 – 1 | Slovenia |  |

| Haarlem 1995 | Germania | 18 – 0 | Slovenia |  |

### Girone 5º/10º posto
|    | Team     | V - P | Pf - Ps | %     |
| -- | -------- | ----- | ------- | ----- |
| 1. | Francia  | 5 - 0 | 85 – 19 | 1.000 |
| 2. | Germania | 4 - 1 | 52 – 30 | 0.800 |
| 3. | Svezia   | 3 - 2 | 50 – 31 | 0.600 |
| 4. | Russia   | 2 - 3 | 29 – 30 | 0.400 |
| 5. | Ucraina  | 1 - 4 | 23 – 67 | 0.200 |
| 6. | Slovenia | 0 - 5 | 12 – 74 | 0.000 |

| Haarlem 1995 | Russia | 3 – 5 | Svezia |  |

| Haarlem 1995 | Germania | 7 – 4 | Russia |  |

| Haarlem 1995 | Russia | 8 – 0 | Slovenia |  |

| Haarlem 1995 | Slovenia | 10 – 11 | Ucraina |  |

| Haarlem 1995 | Francia | 10 – 7 | Svezia |  |

| Haarlem 1995 | Germania | 12 – 1 | Ucraina |  |

| Haarlem 1995 | Svezia | 17 – 5 | Ucraina |  |

| Haarlem 1995 | Francia | 18 – 2 | Germania |  |

| Haarlem 1995 | Francia | 23 – 2 | Slovenia |  |

### Semifinali
| Haarlem 1995 | Paesi Bassi | 10 – 0 | Belgio |  |

| Haarlem 1995 | Italia | 13 – 2 | Spagna |  |

### Finale 3º/4º posto
| Haarlem 1995 | Spagna | 6 – 8 | Belgio |  |

| Haarlem 1995 | Belgio | 8 – 6 | Spagna |  |

| Haarlem 1995 | Belgio | 11 – 14 | Spagna |  |

| Haarlem 1995 | Belgio | 12 – 3 | Spagna |  |

| Haarlem 1995 | Spagna | 15 – 11 | Belgio |  |

### Finale 1º/2º posto
| Haarlem 1995 | Italia | 4 – 7 | Paesi Bassi |  |

| Haarlem 1995 | Italia | 7 – 13 | Paesi Bassi |  |

| Haarlem 1995 | Paesi Bassi | 9 – 12 | Italia |  |

| Haarlem 1995 | Paesi Bassi | 13 – 10 | Italia |  |

## Classifica finale
| Campione d'Europa | Campione d'Europa | Campione d'Europa |
| ----------------- | ----------------- | ----------------- |
| Paesi Bassi       |                   |                   |
| Argento           | Italia            |                   |
| Bronzo            | Belgio            |                   |
| 4.                | Spagna            |                   |
| 5.                | Francia           |                   |
| 6.                | Germania          |                   |
| 7.                | Svezia            |                   |
| 8.                | Russia            |                   |
| 9.                | Ucraina           |                   |
| 10.               | Slovenia          |                   |